# Dwór obronny w Dobrej
Zamek w Dobrej – renesansowy dwór obronny w Dobrej, w województwie dolnośląskim, w powiecie oleśnickim, w gminie Dobroszyce.

## Historia
Zbudowany w latach 1631–1632 dla księcia ziębicko-oleśnickiego Karola Fryderyka Podiebradowicza w stylu renesansowym. W 1633 roku została dobudowana wieża. Na początku XX wieku został odrestaurowany i przebudowany uzyskując aktualny wygląd. Aktualnie w zamku działa hotel.

## Opis
Konstrukcja budynku wykonana z kamienia i cegły, zbudowana na planie prostokąta. Dwór posiada dwie kondygnacje z podpiwniczeniem i poddaszem. W skład budynku wchodzi też trzykondygnacyjna baszta.